# فرمنتل شرقی، استرالیای غربی
فرمنتل شرقی (به انگلیسی: East Fremantle) یک حومه شهر در استرالیا است که در استرالیای غربی واقع شده‌است.

## خواهرخوانده
شهر ویتبی خواهرخواندهٔ فرمنتل شرقی، استرالیای غربی هست.